# Gerhard Delling

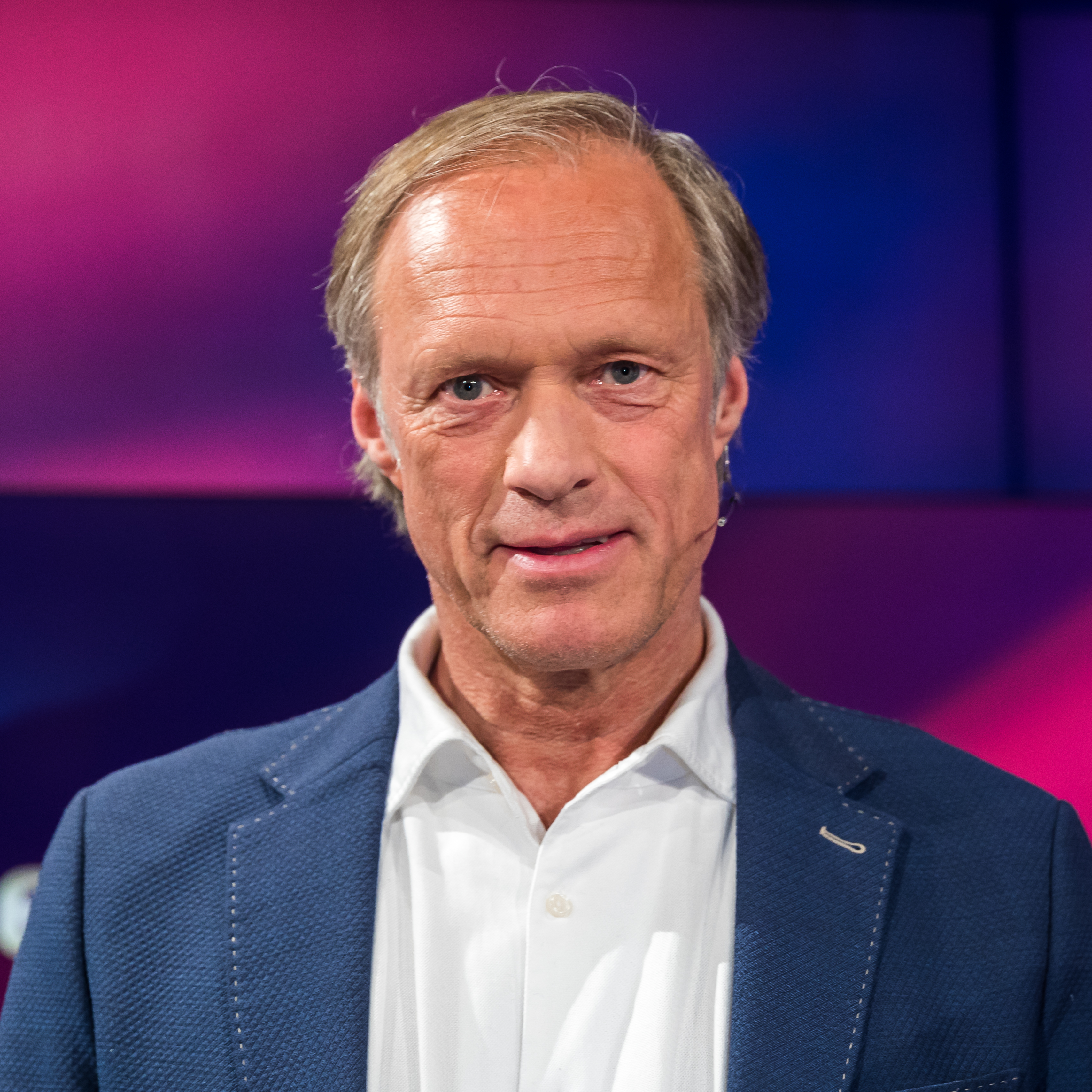
Gerhard Delling, 2023

Gerhard Paul Heinrich Delling (* 21. April 1959 in Rendsburg) ist ein ehemaliger deutscher Fernsehmoderator und Sportjournalist.

## Leben und Karriere
Gerhard Delling wurde als Sohn des Kaufmanns Gerd Delling und dessen Frau Gertrud, geb. Thiele, in Rendsburg geboren und wuchs in Büdelsdorf auf. Er besuchte das Rendsburger Gymnasium Herderschule und war ab 1976 freier Mitarbeiter bei der Schleswig-Holsteinischen Landeszeitung in Rendsburg. Nach dem Abitur und der Bundeswehrzeit (Oberleutnant der Reserve) studierte er ab 1980 Volkswirtschaftslehre an der Christian-Albrechts-Universität zu Kiel (CAU). Er wurde zudem freier Mitarbeiter beim Norddeutschen Rundfunk (NDR) in Kiel und war an Sportbeiträgen für den Hörfunk und für die TV-Sendung Schleswig-Holstein Magazin beteiligt sowie als Autor von Artikeln für das Deutsche Leichtathletik Magazin und die Schleswig-Holsteinische Landeszeitung.
Im Jahr 1984 erhielt Delling eine feste Anstellung als Sportreporter beim NDR, sein Studium schloss er 1985 mit dem Diplom ab. 1987 wechselte er zum Südwestfunk in Baden-Baden in die Sportredaktion von Rudi Michel, der ihn zur Fortbildung zur Filmhochschule nach München schickte. Kurz danach wurde er Sportschau- und Sport-Extra-Reporter und Filmemacher und war somit verstärkt im Fernsehen der ARD vertreten. Er moderierte u. a. das TV Magazin Sport unter der Lupe und Radiosendungen auf SWF 3 und 1 und berichtete als Radio- sowie Fernsehreporter von den Spielen der Fußball-Bundesliga. Ab 1991 arbeitete er erneut für das NDR-Fernsehen im Programmbereich Sport in Hamburg und moderierte die Hörfunk Bundesligasendung auf NDR 2. Ab 1990 (Italien) war er bei allen Fußball Welt- und Europameisterschaften als Moderator, Filmemacher oder Reporter im Einsatz sowie ab 1992 (Barcelona und Albertville) bei allen Olympischen Sommer- und Winterspielen. Darüber hinaus berichtete er von Leichtathletik- und Handball-, Welt- und Europameisterschaften sowie von den großen Tennisturnieren wie Australian und French Open, Key Biscayne oder den German Open in Hamburg und wurde so einem größeren Fernsehpublikum bekannt. 1993/94 war er zudem Moderator der NDR-Talkshow, danach auch bei DAS auf dem roten Sofa und von 1994 bis 1996 bei der ARD-Sportgala. Für den NDR entwickelte er u. a. Formate wie „Schlagzeile Sport“ und die „Sportclub Stars“ oder 1996 das Talk-Feature Format „Mensch Leute“.
Eine feste Größe in der ARD-Sportberichterstattung wurde Gerhard Delling durch die Präsentation und Analyse von Fußballländerspielen in Zusammenarbeit mit dem ehemaligen Fußballprofi und Nationalspieler Günter Netzer in den Jahren 1997 bis 2010. Für diese Art der Moderation erhielt das Team Delling/Netzer im Jahr 2000 einen Adolf-Grimme-Preis und 2008 den Medienpreis für Sprachkultur sowie „Die goldene Feder“ im Jahr 2006, die „Goldene Henne“ 2010 und den „Sportbild Award“ 2019. Darüber hinaus wurde Gerhard Delling 1998 von sportintern zum „TV Sportjournalist des Jahres“ gekürt, erhielt den „Sport Bild Preis“ und den „Goldenen Löwen“ von RTL. 2019 wurde ihm bei der Fashion Charity-Gala der „Best of Award“ überreicht und im selben Jahr der „Pegasus Sportmedien Preis“ der deutschen Sportjournalisten. Die Kritik des Duos am EM-Qualifikationsspiel der deutschen Nationalmannschaft gegen Island am 6. September 2003 war der Auslöser für den bekannt gewordenen Wutausbruch des damaligen DFB-Teamchefs Rudi Völler.

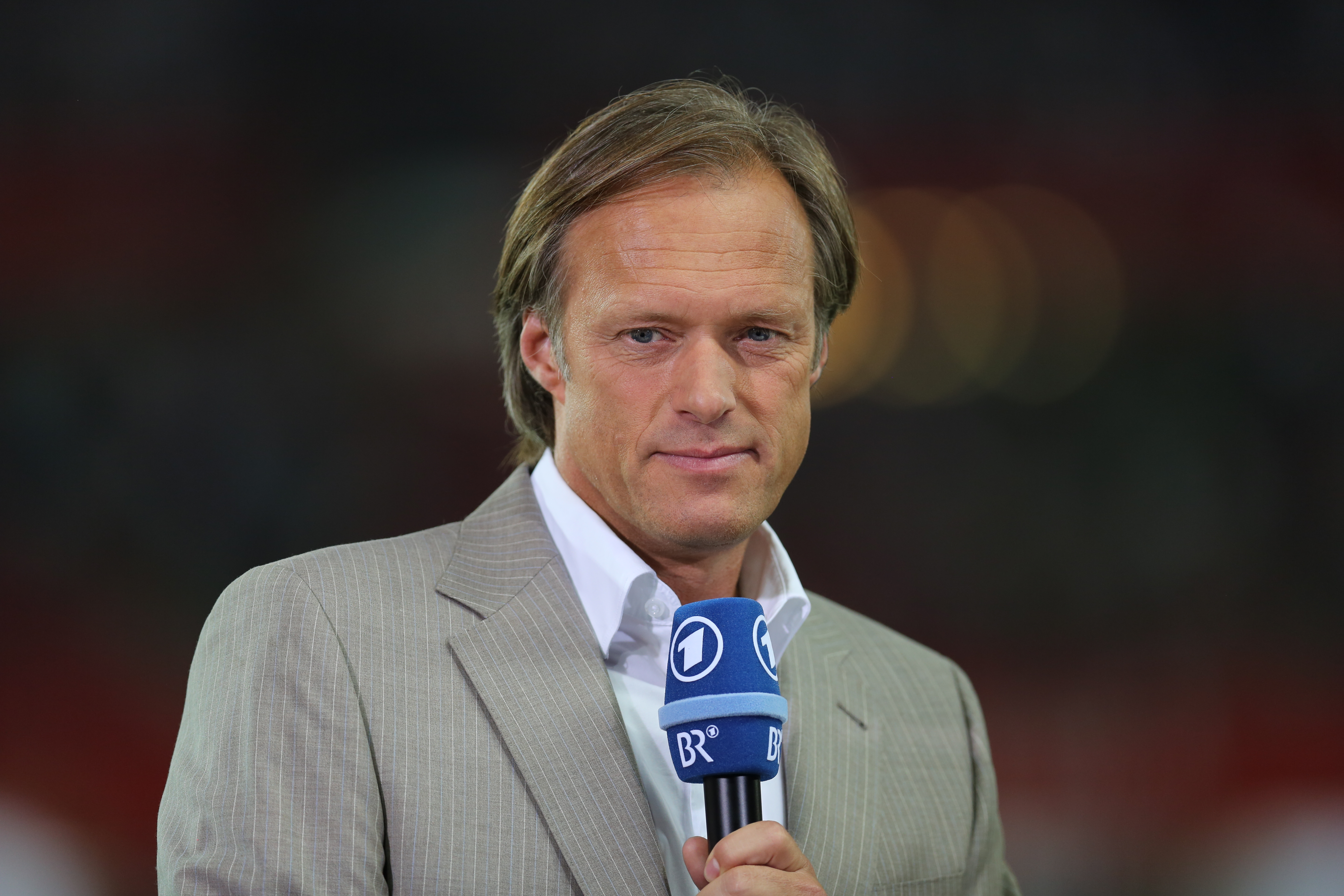
Gerhard Delling beim Wiener Ernst-Happel-Stadion, 2012

Ab dem 1. März 2003 war Delling Leiter des Programmbereiches Sport beim NDR. Diese Funktion übernahm im Januar 2007 der ehemalige DSF-Chefredakteur Axel Balkausky. Delling war regelmäßig im Fernsehen der ARD als Moderator von Sportsendungen (Sportschau) oder Direktübertragungen (Fußball-Länderspiele, Olympische Spiele) präsent, u. a. auch beim Titelgewinn bei der Handball-WM 2007 und der EM 2016 zusammen mit dem Experten Stefan Kretzschmar. Darüber hinaus moderierte er 2002 fast ein Jahr lang das Medien-Magazin Zapp im NDR-Fernsehen.
Die Harald Schmidt Show widmete ihm aufgrund seiner Vorliebe für Wortspiele eine satirische Rubrik unter dem Titel „Extreme Delling“. Bei Switch Reloaded wurden Delling/Netzer regelmäßig parodiert und im Radio gab es die Serie „Nelling/Detzer“.
1995 lernte er Hans-Joachim Kulenkampff kennen und gehörte zwei Jahre später der TV-Jury in dessen Fernsehshow Zwischen gestern und morgen an.
1998 spielte er einen Gastauftritt als Journalist im Tatort: Arme Püppi mit Manfred Krug und Charles Brauer.
2005 moderierte er im Nachrichtenbereich eine Woche lang als Urlaubsvertretung von Anne Will die Tagesthemen.  Ab Ende Oktober 2007 moderierte Delling die Magazinsendung Dellings Woche im WDR-Fernsehen. Die Sendung wurde aber angesichts der Einschaltquoten wegen des „überdurchschnittlichen Aufwands“ zum 17. Dezember 2008 eingestellt. Am 19. Dezember 2009 moderierte Delling in den Dortmunder Westfalenhallen die Geburtstagsshow anlässlich des 100-jährigen Bestehens von Borussia Dortmund, die auch vom WDR übertragen wurde. Schon im Jahr 2000 hatte er eine Gala zum 100-jährigen Bestehen des 1. FC Kaiserslautern moderiert.
Ab 2009 moderierte er auch im NDR Fernsehen die Sendung Sportclub (genauso den Vorgänger Sport 3 ab 1991). Des Weiteren war Delling von April 2011 bis zu dessen Einstellung im August 2014 Chefmoderator des ARD-Magazins Wochenspiegel. Vertretungsweise moderierte er vom 11. bis zum 14. August 2015 das Nachtmagazin.
Im Oktober 2005 erschien sein Buch Fußball-Deutsch/Deutsch-Fußball.
Im Oktober 2018 gab er bekannt, dass er ab Ende Mai 2019 nicht mehr für die ARD moderieren werde. Am 5. Mai 2019 moderierte er seinen letzten Sportclub im NDR mit einem Interview mit Hannes Wolf, dem Trainer des Hamburger SV, und am 25. Mai seine letzte ARD-Sendung, die Übertragung des DFB-Pokalendspiels in Berlin.

## Privates
Delling hat drei Töchter, davon zwei aus erster Ehe. Seine Tochter Katharina berichtet als Reporterin u. a. für n-tv regelmäßig aus Großbritannien. Mit seiner zweiten Ehefrau, der Fernsehjournalistin Isabelle Delling (geb. Dreiss), die beim NDR arbeitete, war er von Juni 2003 bis Ende 2014 verheiratet. Sein Freund Günter Netzer war Trauzeuge bei ihrer Hochzeit. Im Juli 2021 gab Delling bekannt, dass er mit Christina Block, der Tochter von Eugen Block und Mitgesellschafterin der Restaurantkette Block House, eine Beziehung führt.
Während seines Hochschulstudiums in Kiel spielte Delling Fußball beim VfB Union-Teutonia Kiel, später in Hamburg beim SV Bergstedt und TSV Sasel, mit dem er 2007 Platz 5 beim deutschen Ü32-Supercup belegte.
Von 1998 an war Delling Mitglied im Eagles Charity Club. Ab Ende der 1990er Jahre setzte er sich zudem für „Die Nord-Ostsee-Auswahl spielt für Mukoviszidose e. V.“ ein und wirkte als Spieler in dieser Fußballmannschaft mit. Von 2000 bis 2024 war er in der Uwe-Seeler-Stiftung aktiv, für die er für wohltätige Zwecke an vielen Fußballspielen mit der Uwe-Seeler-Traditionsmannschaft mitwirkte und deren Vorstandsvorsitzender er ab 2022 war. Von 2014 bis 2021 engagierte er sich außerdem in der BürgerStiftung Hamburg und seit 2019 im Stiftungsrat der Alexander-Otto-Sportstiftung.
Seit 2021 erschienen Berichte, wonach seine Lebensgefährtin, die Gastronomin Christina Block, in einen Sorgerechtsstreit verwickelt war, der 2024 in der Entführung ihrer Kinder gipfelte. Im Ermittlungsprozess wurde auch Dellings mögliche Beteiligung beleuchtet. Am 25. April 2025 wurde bekannt, dass wegen des Verdachts auf Beihilfe nun auch gegen ihn Anklage erhoben worden sei. Das Gerichtsverfahren gegen Block und Delling vor dem Landgericht Hamburg hat am 11. Juli 2025 begonnen.
Gerhard Delling wohnt in Hamburg-Duvenstedt.

## Veröffentlichungen
- Fußball-Deutsch/Deutsch-Fußball – Langenscheidt Verlag 2005
- Ella & Co. KG – Der Familienroman aus den Wirtschaftswunderjahren, Roman mit biografischem Hintergrund, München 2021, Buch Langen Müller Verlag, ISBN 978-3-7844-3581-7; Hörbuch USM Audio als Autorenlesung, ISBN 978-3-8032-9250-6.